# Tetragnatha roeweri
Tetragnatha roeweri là một loài nhện trong họ Tetragnathidae.
Loài này thuộc chi Tetragnatha. Tetragnatha roeweri được miêu tả năm 1949 bởi Caporiacco.